# Seznam dílů seriálu Dáma a Král
Toto je seznam dílů seriálu Dáma a Král. Český kriminální seriál Dáma a Král je vysílán od 22. října 2017 na TV Nova.

## Přehled řad
| Řada | Díly | Premiéra        | Premiéra        |
| Řada | Díly | První díl       | Poslední díl    |
| ---- | ---- | --------------- | --------------- |
| 1    | 16   | 22. října 2017  | 1. dubna 2018   |
| 2    | 16   | 2. září 2018    | 24. března 2022 |
| 3    | 12   | 31. března 2022 | 16. června 2022 |

## Seznam dílů

### První řada (2017–2018)
Prvních 8 dílů první série bylo odvysíláno na podzim 2017, zbývajících 8 dílů na jaře 2018.
| Č. v seriálu | Č. v řadě | Původní název           | Režie             | Scénář                        | Datum premiéry     | Sledovanost (v milionech) |
| ------------ | --------- | ----------------------- | ----------------- | ----------------------------- | ------------------ | ------------------------- |
| 1            | 1         | Návrat Krále            | Vladimír Michálek | Štefan Titka                  | 22. října 2017     | 1,588                     |
| 2            | 2         | Smrtelné vyhlídky       | Vladimír Michálek | Štefan Titka                  | 29. října 2017     | 1,304                     |
| 3            | 3         | Ve víně je vražda       | Vladimír Michálek | Tomáš Končinský, Štefan Titka | 5. listopadu 2017  | 1,431                     |
| 4            | 4         | Milenci a vrazi         | Petr Zahrádka     | Štefan Titka                  | 12. listopadu 2017 | 1,325                     |
| 5            | 5         | Fajn víkend             | Slobodanka Radun  | Štefan Titka                  | 19. listopadu 2017 | 1,472                     |
| 6            | 6         | Krvavá svatba           | Vladimír Michálek | Ondřej Provazník              | 26. listopadu 2017 | 1,629                     |
| 7            | 7         | Smrt v jezerní kotlině  | Petr Zahrádka     | Tomáš Hodan, Štefan Titka     | 3. prosince 2017   | 1,618                     |
| 8            | 8         | Vražedné známosti       | Vladimír Michálek | Emil Rhounek, Štefan Titka    | 10. prosince 2017  | 1,651                     |
| 9            | 9         | Vražda a vykoupení      | Petr Zahrádka     | Štefan Titka                  | 11. února 2018     | 1,279                     |
| 10           | 10        | Tóny smrti              | Slobodanka Radun  | Ondřej Provazník              | 18. února 2018     | 1,331                     |
| 11           | 11        | Jak ukrást Rembrandta   | Vladimír Michálek | Tomáš Hodan                   | 25. února 2018     | 1,478                     |
| 12           | 12        | Smrt na dlouhých vlnách | Vladimír Michálek | Hana Cielová, Tomáš Hodan     | 4. března 2018     | 1,553                     |
| 13           | 13        | Zapomenutá vražda       | Vladimír Michálek | Tomáš Hodan, Štefan Titka     | 11. března 2018    | 1,168                     |
| 14           | 14        | Smrt favorita           | Vladimír Michálek | Tomáš Hodan                   | 18. března 2018    | 1,480                     |
| 15           | 15        | Diamanty jsou věčné     | Vladimír Michálek | Štefan Titka                  | 25. března 2018    | 1,507                     |
| 16           | 16        | Není kouře bez ohýnku   | Vladimír Michálek | Štefan Titka                  | 1. dubna 2018      | 1,304                     |

### Druhá řada (2018–2022)
Na tiskové konferenci v srpnu 2018 Nova oznámila vysílání prvních osmi dílů druhé řady seriálu na podzim 2018. O rok později bylo oznámeno pokračování seriálu, v programu byly nové díly uvedeny jako pokračování druhé série. Na podzim 2019 bylo odvysíláno pět dílů. Premiéra zbývajících dílů byla původně naplánována na rok 2020, ale nakonec se na obrazovky TV Nova dostaly až v březnu 2022.
| Č. v seriálu | Č. v řadě | Původní název                  | Režie            | Scénář                       | Datum premiéry     | Sledovanost (v milionech) |
| ------------ | --------- | ------------------------------ | ---------------- | ---------------------------- | ------------------ | ------------------------- |
| 17           | 1         | Král je mrtev                  | Lukáš Hanulák    | Štefan Titka                 | 2. září 2018       | 0,980                     |
| 18           | 2         | Ať žije král                   | Lukáš Hanulák    | Štefan Titka                 | 9. září 2018       | 0,930                     |
| 19           | 3         | Jak svět přichází o doktory    | Slobodanka Radun | Štefan Titka                 | 16. září 2018      | 0,991                     |
| 20           | 4         | Hodný, zlý, ošklivý a mrtvý    | Lukáš Hanulák    | Tomislav Čečka, Štefan Titka | 23. září 2018      | 1,052                     |
| 21           | 5         | Vražedné ostří                 | Lukáš Hanulák    | Emil Rhounek                 | 30. září 2018      | 1,145                     |
| 22           | 6         | Vesničko má vražedná           | Slobodanka Radun | Eva Taubrová                 | 7. října 2018      | 1,253                     |
| 23           | 7         | Křidýlko, stehýnko nebo vražda | Slobodanka Radun | Tomáš Hodan, Štefan Titka    | 14. října 2018     | 1,258                     |
| 24           | 8         | Lék na vraždu                  | Lukáš Hanulák    | Štefan Titka                 | 21. října 2018     | 1,264                     |
| 25           | 9         | Tři odstíny smrti              | Lukáš Hanulák    | Lucie Palkosková             | 27. října 2019     | 0,895                     |
| 26           | 10        | Hon na vraha                   | Lukáš Hanulák    | Štefan Titka                 | 3. listopadu 2019  | 1,146                     |
| 27           | 11        | Jak básníci přicházejí o život | Slobodanka Radun | Eva Taubrová                 | 10. listopadu 2019 | 1,111                     |
| 28           | 12        | Smrt na konci světa            | Slobodanka Radun | Tomáš Hodan, Štefan Titka    | 17. listopadu 2019 | 1,031                     |
| 29           | 13        | Vyhoďme ho z kola ven          | Petr Zahrádka    | Eva Taubrová                 | 24. listopadu 2019 | 0,954                     |
| 30           | 14        | Hra na vraždu                  | Petr Zahrádka    | Tomislav Čečka, Petr Koubek  | 10. března 2022    | 0,409                     |
| 31           | 15        | Vražedná večeře                | Petr Zahrádka    | Tomáš Hodan                  | 17. března 2022    | 0,336                     |
| 32           | 16        | Královská rošáda               | Lukáš Hanulák    | Štefan Titka                 | 24. března 2022    | 0,281                     |

### Třetí řada (2022)
| Č. v seriálu | Č. v řadě | Původní název                  | Režie           | Scénář           | Datum premiéry  | Sledovanost (v milionech) |
| ------------ | --------- | ------------------------------ | --------------- | ---------------- | --------------- | ------------------------- |
| 33           | 1         | Královský los                  | Martin Kopp     | Štefan Titka     | 31. března 2022 | 0,423                     |
| 34           | 2         | Vražedná elegance              | Martin Kopp     | Emil Rhounek     | 7. dubna 2022   | 0,445                     |
| 35           | 3         | Jak je důležité zabít Filipa   | Lukáš Hanulák   | Štefan Titka     | 14. dubna 2022  | 0,398                     |
| 36           | 4         | Obraz Filipa Kaisera           | Lukáš Hanulák   | Štefan Titka     | 21. dubna 2022  | 0,423                     |
| 37           | 5         | Vražedná setkání třetího druhu | Andy Fehu       | Petr Koubek      | 28. dubna 2022  | 0,396                     |
| 38           | 6         | Vražda řeckého kupce           | Lukáš Hanulák   | Lucie Palkosková | 5. května 2022  | 0,430                     |
| 39           | 7         | Smrtonosná hra                 | Štěpán Vodrážka | Štefan Titka     | 12. května 2022 | 0,419                     |
| 40           | 8         | Někdo to rád horké             | Martin Kopp     | Lucie Palkosková | 19. května 2022 | 0,404                     |
| 41           | 9         | Na kolejích čeká smrt          | Štěpán Vodrážka | Tomáš Hodan      | 26. května 2022 | 0,430                     |
| 42           | 10        | Jaký otec, taková dcera        | Martin Kopp     | Lucie Palkosková | 2. června 2022  | 0,474                     |
| 43           | 11        | Vražda nad zlato               | Martin Kopp     | Štefan Titka     | 9. června 2022  | 0,407                     |
| 44           | 12        | Dáma a kyvadlo                 | Martin Kopp     | Štefan Titka     | 16. června 2022 | 0,500                     |